# Cryptomys hottentotus
Cryptomys hottentotus är en däggdjursart som först beskrevs av René-Primevère Lesson 1826. IUCN kategoriserar arten globalt som livskraftig. Inga underarter finns listade i Catalogue of Life. Wilson & Reeder (2005) skiljer mellan tre underarter.
Cryptomys hottentotus är ensam i släktet Cryptomys som ingår i familjen mullvadsgnagare. Fram till 2006 ingick flera andra arter i släktet. De flyttades 2006 i samband med en revision till släktet Fukomys.

## Utseende
Denna gnagare blir 10,5 till 16,5 cm lång (huvud och bål), har en 1,2 till 3,8 cm lång svans och väger 50 till 130 g. Alfahanen och den dominanta honan är de största individerna i kolonin. Med sin cylinderformiga kropp är arten bra anpassad till ett underjordiskt liv. Den gräver med sina långa framtänder och har långa morrhår. Däremot är ögonen små och synen underutvecklad. Pälsens färg varierar men på huvudet finns ofta en vit fläck.

## Utbredning och habitat
Cryptomys hottentotus förekommer främst i Sydafrikas södra del. Avskilda populationer finns i södra Zimbabwe och i Tanzania. Habitatet varierar mellan gräsmarker, skogar, buskskogar och bergstrakter. Arten lever även i kultiverade landskap som jordbruksmark eller golfplatser. Gnagaren gräver i olika jordarter men den undviker fast röd lera. Däremot hittas den i sandig jord där flera stenar är inblandade och i jordområden mellan klippor.

## Ekologi
En koloni har ungefär fem medlemmar (ibland upp till 14) men bara det dominanta paret fortplantar sig. Gångarna av det komplexa tunnelsystemet kan vara 1 km långa när de räknas ihop. Dessutom förekommer flera kamrar som boplats, som förvaringsrum eller som latrin. Arten äter olika underjordiska växtdelar som rötter och rotfrukter.
Fortplantningen sker under de varma årstiderna och honor kan ha två kullar per år. Dräktigheten varar cirka 81 dagar och sedan föds 2 till 5 ungar per kull. Ungarna väger vid födelsen 8 till 9 g. De diar sin mor ungefär 10 dagar men börjar redan efter 5 dagar med vandringar i tunnelsystemet. I fångenskap kan Cryptomys hottentotus leva 11 år.